# 周觀濤
周觀濤（？—？），江西省德化縣人，清朝政治人物，同進士出身。
光緒三十年，會試第259名；殿試登進士三甲34名。光緒三十四年，授江津縣知縣。此后任剑州知州多年直至辛亥革命。